# Sondre Tronstad
Sondre Bjorvand Tronstad (Kristiansand, 26 augustus 1995) is een Noors voetballer die doorgaans speelt als middenvelder. In juli 2023 verruilde hij Vitesse voor Blackburn Rovers. Tronstad maakte in 2022 zijn debuut in het Noors voetbalelftal.

## Clubcarrière
Tronstad speelde in de jeugd van Tveit IL en werd later opgenomen in de jeugdopleiding van IK Start. Hier maakte hij op 6 mei 2012 zijn debuut in het eerste elftal, toen met 3–1 gewonnen werd van Strømmen IF. Tronstad begon als wisselspeler aan het duel en in de blessuretijd van de tweede helft betrad hij als invaller het veld. Door kampioen te worden op het tweede niveau promoveerde Start naar de Eliteserien. Hier maakte Tronstad zijn eerste officiële doelpunt. Op bezoek bij Vålerenga IF tekende hij negen minuten voor tijd voor de 0–3. Uiteindelijk zou de wedstrijd in 1–3 eindigen.
In januari 2014 werd de middenvelder transfervrij overgenomen door Huddersfield Town. De Engelse club gaf hem een contract voor tweeënhalf jaar. Uiteindelijk zou hij twee jaar bij Huddersfield onder contract staan, zonder een officiële wedstrijd te spelen. Tronstad keerde in januari 2016 terug naar Noorwegen, waar hij voor FK Haugesund ging spelen. Bij deze club speelde hij vier seizoenen op rij meer dan twintig competitiewedstrijden.
In januari 2020 verkaste de Noor naar Vitesse, waar hij zijn handtekening zette onder een verbintenis voor de duur van drieënhalf jaar. In zijn tweede seizoen reikte Vitesse tot de finale van de KNVB Beker, maar verloor deze met 2–1 van AFC Ajax. In het seizoen 2021/22 wist Vitesse zich te plaatsen voor de groepsfase van de UEFA Europa Conference League, door twee voorrondes te winnen van Dundalk en Anderlecht. Op 21 oktober 2021 won Vitesse hierin met 1–0 van Tottenham Hotspur. Met tien punten uit zes wedstrijden werd Vitesse tweede in de groep, waarmee het Europees overwinterde.
Tronstad maakte in mei 2023 bekend aan het einde van het seizoen te zullen vertrekken bij Vitesse, bij het aflopen van zijn contract. Hierop tekende hij een contract voor drie seizoenen bij Blackburn Rovers, ingaande per 1 juli.

## Clubstatistieken
| Seizoen | Club              | Competitie   | Competitie | Competitie | Beker | Beker | Internationaal | Internationaal | Overig | Overig | Totaal | Totaal |
| Seizoen | Club              | Competitie   | Wed.       | Dlp.       | Wed.  | Dlp.  | Wed.           | Dlp.           | Wed.   | Dlp.   | Wed.   | Dlp.   |
| ------- | ----------------- | ------------ | ---------- | ---------- | ----- | ----- | -------------- | -------------- | ------ | ------ | ------ | ------ |
| 2012    | IK Start          | 1. divisjon  | 12         | 0          | 2     | 0     | —              | —              | —      | —      | 14     | 0      |
| 2013    | IK Start          | Eliteserien  | 9          | 1          | 1     | 0     | —              | —              | —      | —      | 10     | 1      |
| 2013/14 | Huddersfield Town | Championship | 0          | 0          | 0     | 0     | —              | —              | —      | —      | 0      | 0      |
| 2014/15 | Huddersfield Town | Championship | 0          | 0          | 0     | 0     | —              | —              | —      | —      | 0      | 0      |
| 2015/16 | Huddersfield Town | Championship | 0          | 0          | 0     | 0     | —              | —              | —      | —      | 0      | 0      |
| 2016    | FK Haugesund      | Eliteserien  | 23         | 2          | 2     | 0     | —              | —              | —      | —      | 25     | 2      |
| 2017    | FK Haugesund      | Eliteserien  | 29         | 0          | 2     | 0     | 4              | 1              | —      | —      | 35     | 1      |
| 2018    | FK Haugesund      | Eliteserien  | 29         | 1          | 3     | 0     | —              | —              | —      | —      | 33     | 1      |
| 2019    | FK Haugesund      | Eliteserien  | 29         | 1          | 5     | 1     | 6              | 0              | —      | —      | 40     | 2      |
| 2019/20 | Vitesse           | Eredivisie   | 6          | 0          | 1     | 0     | —              | —              | —      | —      | 7      | 0      |
| 2020/21 | Vitesse           | Eredivisie   | 23         | 2          | 3     | 0     | —              | —              | —      | —      | 26     | 2      |
| 2021/22 | Vitesse           | Eredivisie   | 32         | 3          | 2     | 0     | 14             | 1              | 4      | 1      | 52     | 5      |
| 2022/23 | Vitesse           | Eredivisie   | 28         | 2          | 1     | 0     | —              | —              | —      | —      | 29     | 2      |
| 2023/24 | Blackburn Rovers  | Championship | 36         | 0          | 5     | 1     | —              | —              | —      | —      | 41     | 1      |
| 2024/25 | Blackburn Rovers  | Championship | 15         | 0          | 1     | 0     | —              | —              | —      | —      | 16     | 0      |
| Totaal  | Totaal            | Totaal       | 271        | 12         | 28    | 2     | 24             | 2              | 4      | 1      | 327    | 17     |

Bijgewerkt op 13 november 2024.

## Interlandcarrière
In november 2020 werd Tronstad voor het eerst opgeroepen voor het Noors voetbalelftal, voor een interland tegen Oostenrijk. Oorspronkelijk zat hij niet bij de selectie, maar alle opgeroepen spelers moesten in quarantaine na een besmetting van COVID-19 in het team. Om te voorkomen dat de wedstrijden niet door zouden gaan, riep de Noorse voetbalbond een geheel nieuw elftal op, waarbij onder andere Tronstad een oproep kreeg. Hij begon tegen Oostenrijk in de basis en mocht van bondscoach Lars Lagerbäck de gehele wedstrijd meedoen. Door doelpunten van Ghayas Zahid en Adrian Grbic werd met 1–1 gelijkgespeeld.
| Interlands van Sondre Tronstad voor Noorwegen | Interlands van Sondre Tronstad voor Noorwegen | Interlands van Sondre Tronstad voor Noorwegen | Interlands van Sondre Tronstad voor Noorwegen | Interlands van Sondre Tronstad voor Noorwegen | Interlands van Sondre Tronstad voor Noorwegen | Interlands van Sondre Tronstad voor Noorwegen |
| №                                             | Datum                                         | Wedstrijd                                     | Uitslag                                       | Competitie                                    | Goals                                         |                                               |
| Als speler bij Vitesse                        | Als speler bij Vitesse                        | Als speler bij Vitesse                        | Als speler bij Vitesse                        | Als speler bij Vitesse                        | Als speler bij Vitesse                        | Als speler bij Vitesse                        |
| --------------------------------------------- | --------------------------------------------- | --------------------------------------------- | --------------------------------------------- | --------------------------------------------- | --------------------------------------------- | --------------------------------------------- |
| 1                                             | 18 november 2020                              | Oostenrijk – Noorwegen                        | 1 – 1                                         | Nations League 2020/21                        |                                               |                                               |

Bijgewerkt op 13 november 2024.

## Erelijst
| 1. divisjon | 1 | 2012 |